# 斯圖爾特縣 (田納西州)
斯圖爾特县（英語：Stewart County）是美國田納西州北部的一個縣，北界肯塔基州。面積1,277平方公里。根據美國2000年人口普查，共有人口12,370人。縣治多佛  (Dover)。
成立於1803年11月1日，縣名紀念北卡羅萊納州州眾議員、田納西州州參議員鄧肯·斯圖爾特 （Duncan Stewart）。